# Mesquita Aljama de Bakú

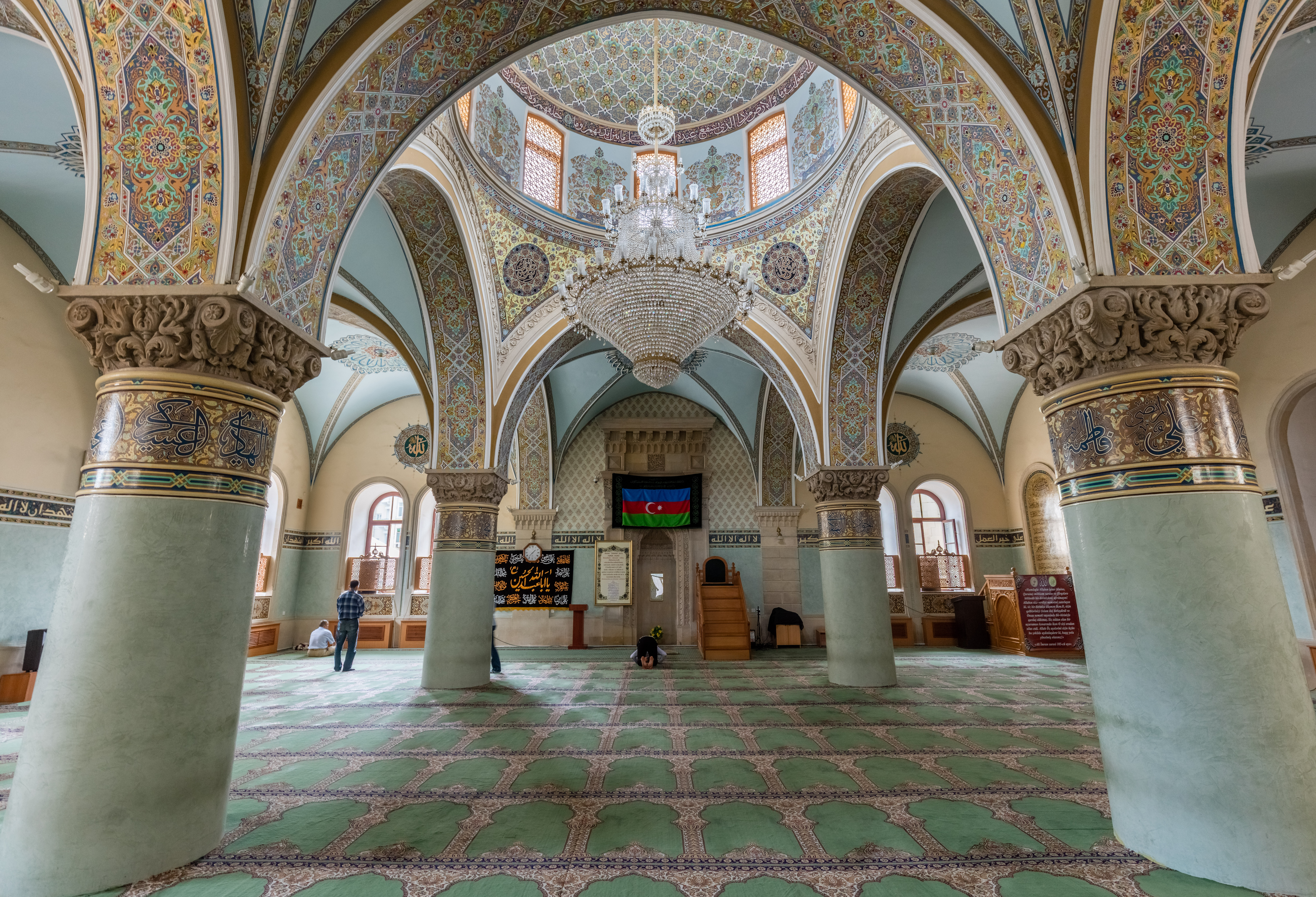
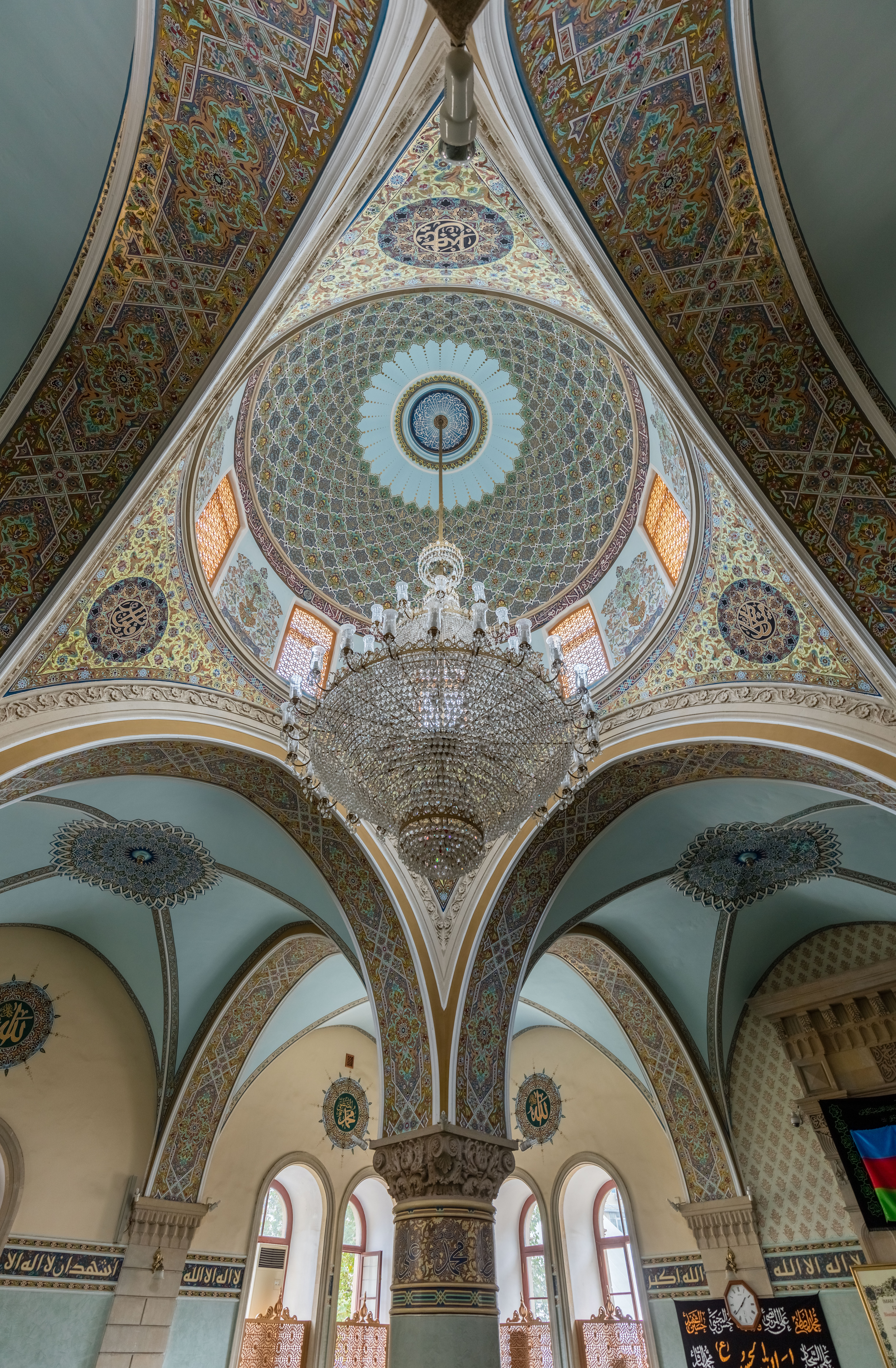
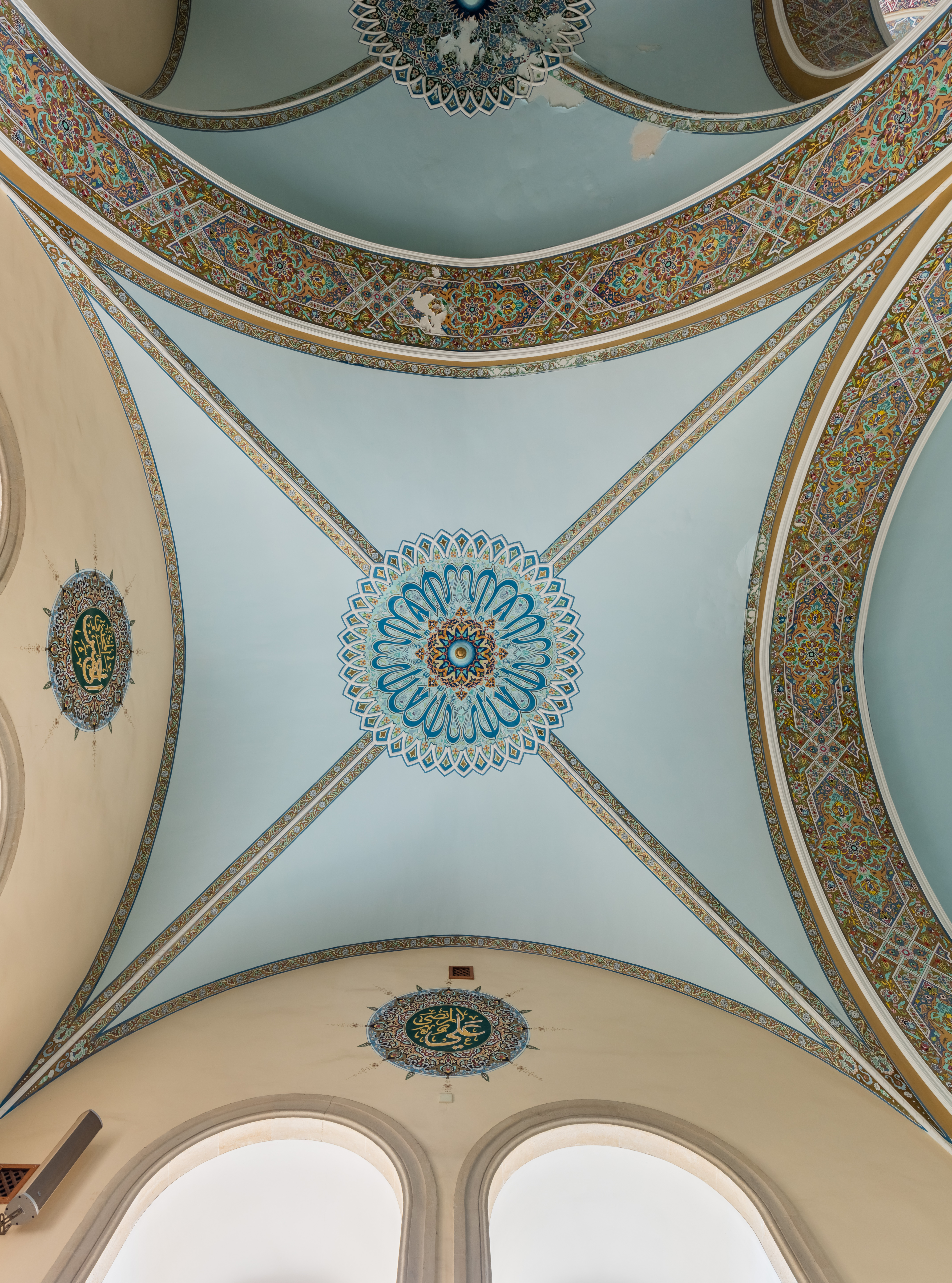

La mesquita aljama (àzeri: Cümə məscidi, transliterat sovint com a Juma Masjidi) o mesquita del divendres és la mesquita aljama de Bakú, la capital de l'Azerbaidjan. La mesquita aljama originària es va construir al segle xii. La inscripció de la mesquita emfasitza que «Amir Sharaf al-Din Mahmud ordenà la restauració d'aquesta mesquita en el mes de Rayab del 709» (any de l'Hègira, que equival a l'any 1309 de l'era comuna). Al mur nord de la mesquita s'hi alça el 1437 el minaret.
La mesquita es troba a la històrica Ciutat Vella (Icheri Sheher) i s'ha reconstruït algunes vegades. L'actual es construí el 1899 amb el finançament del filantrop mercantil haji Shikhlali Dadashov. Hi ha empremtes del zoroastrisme.

En la vida cultural de l'edat mitjana de l'Azerbaidjan la mesquita feia de centre social i cultural.

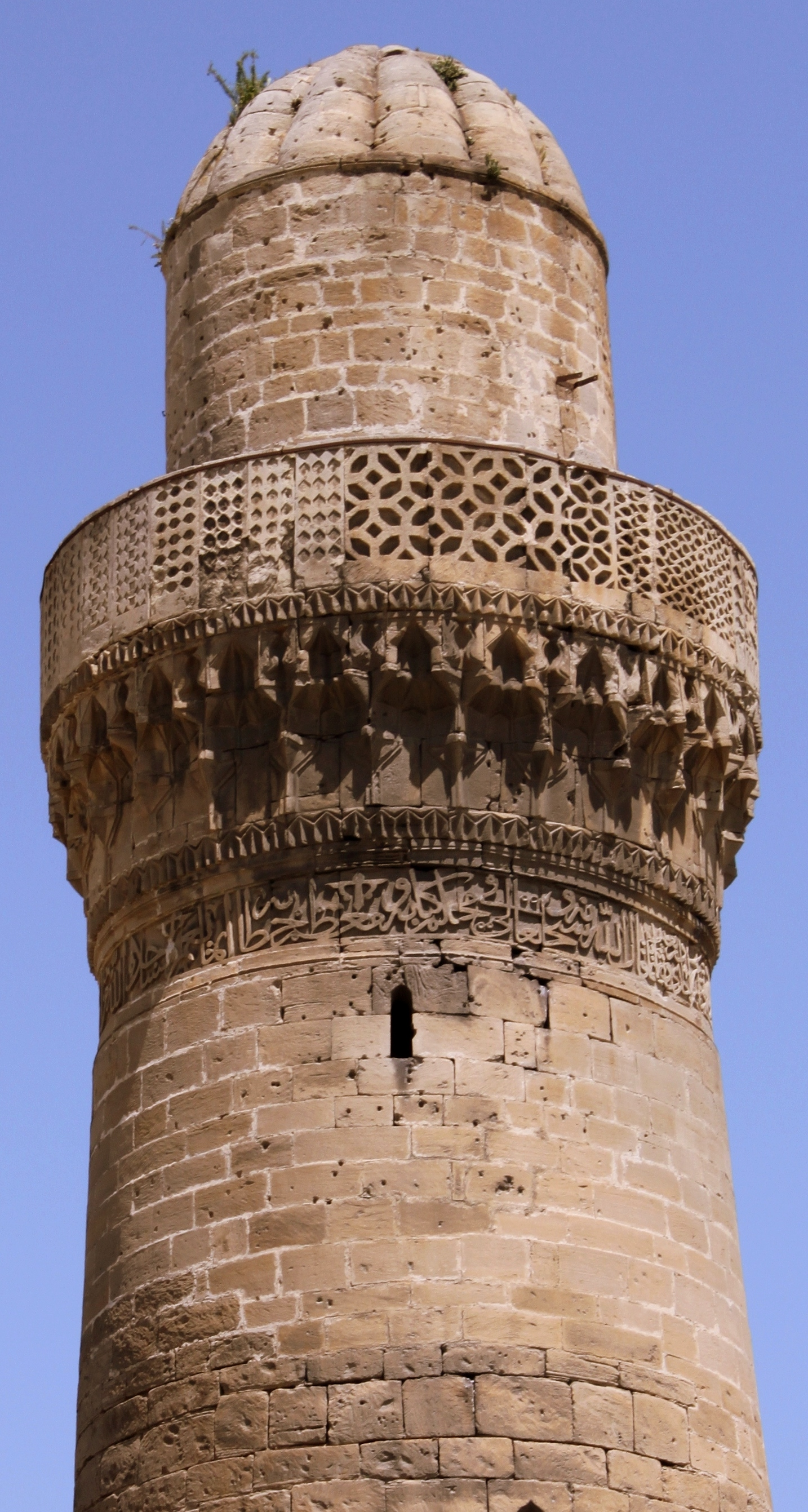
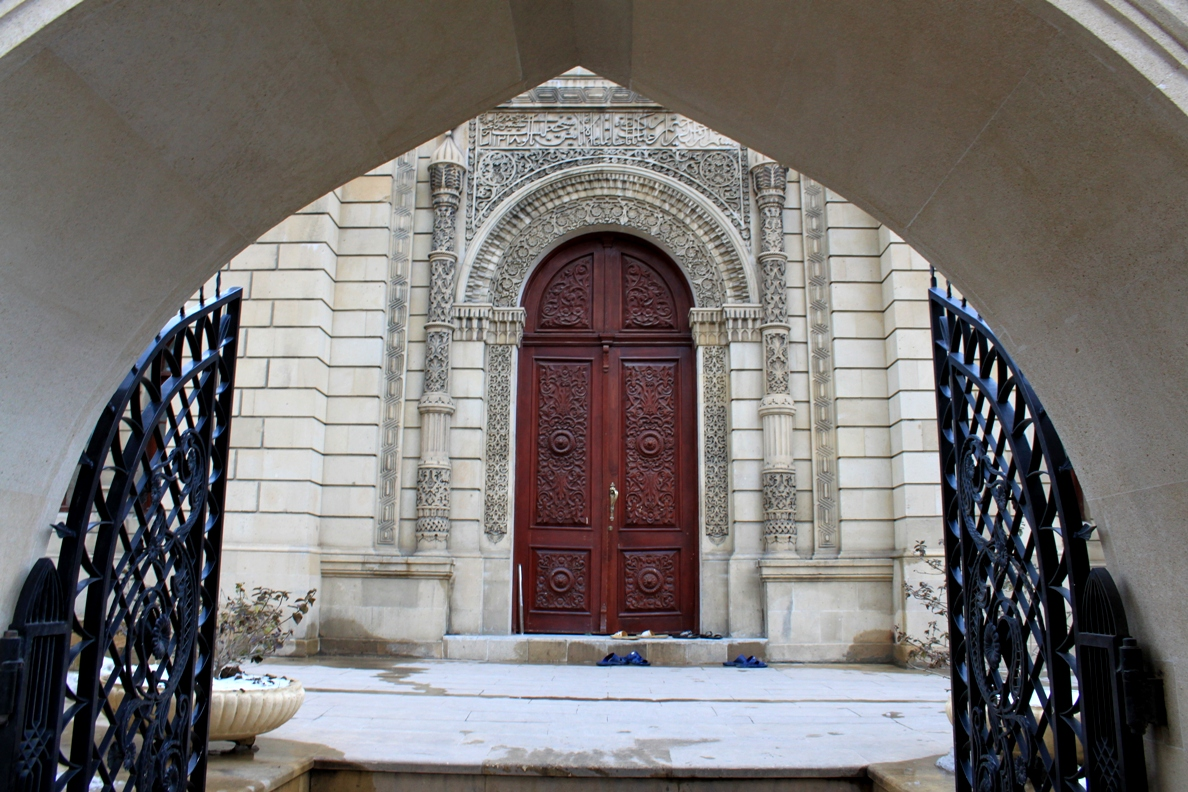
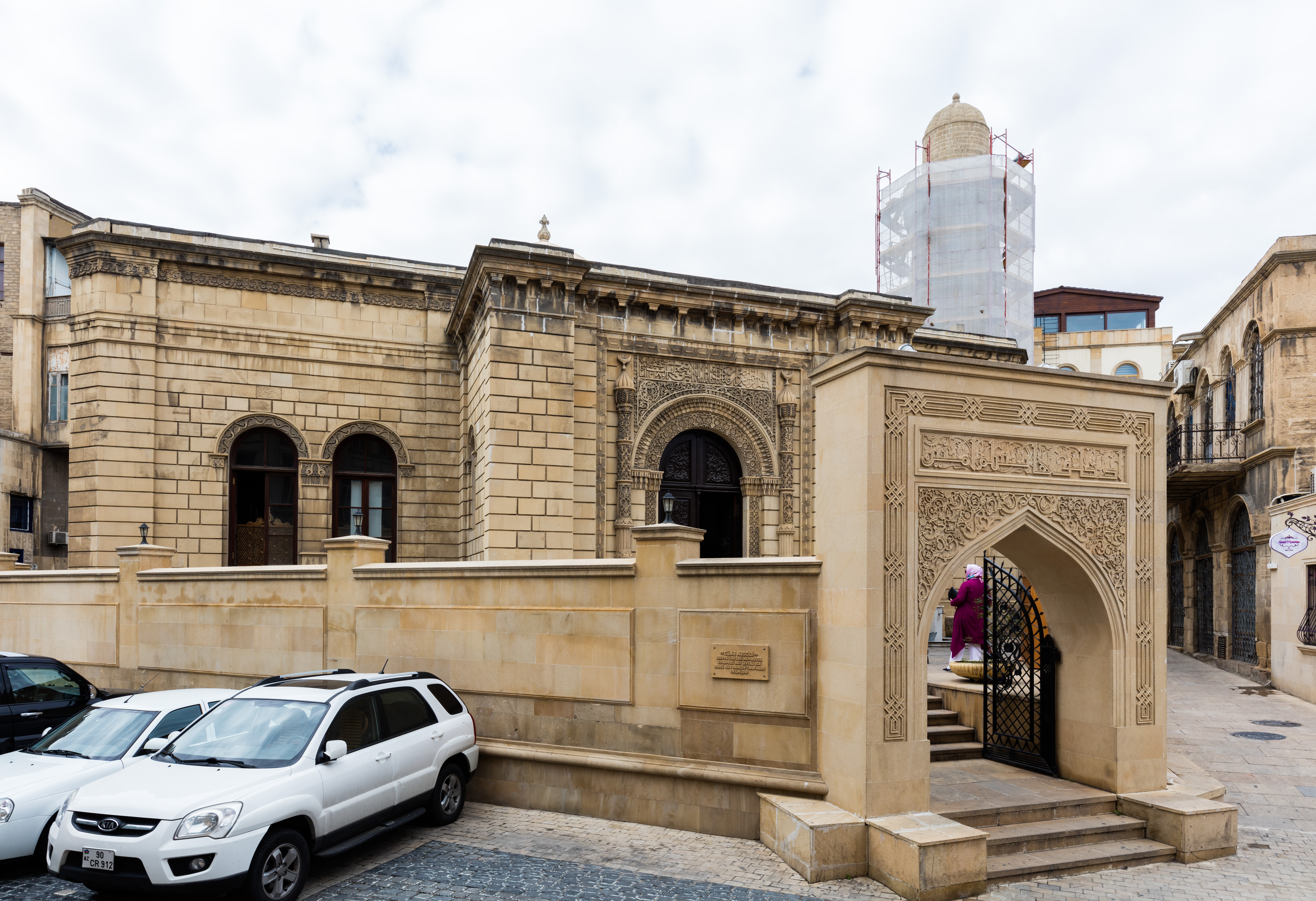
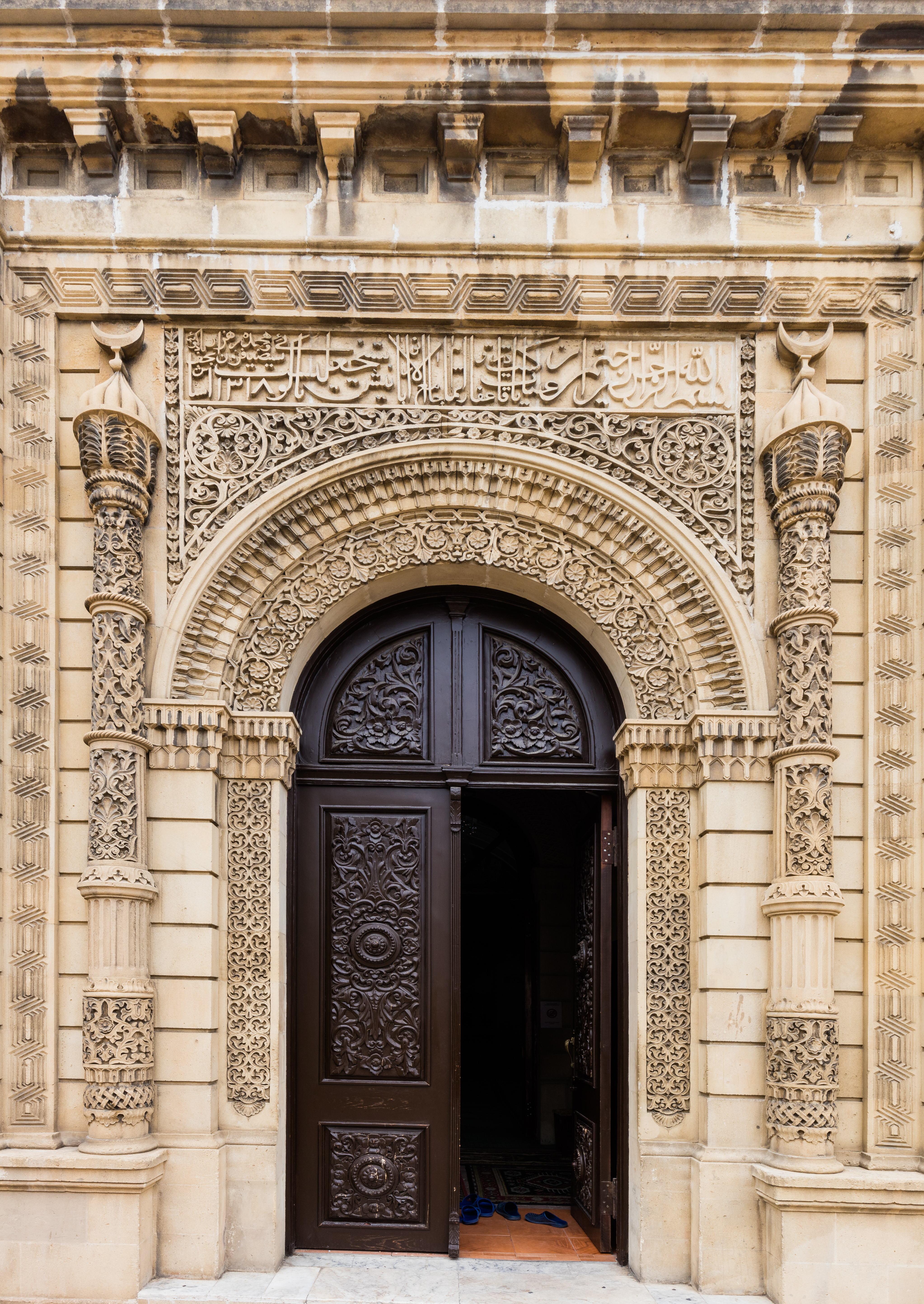
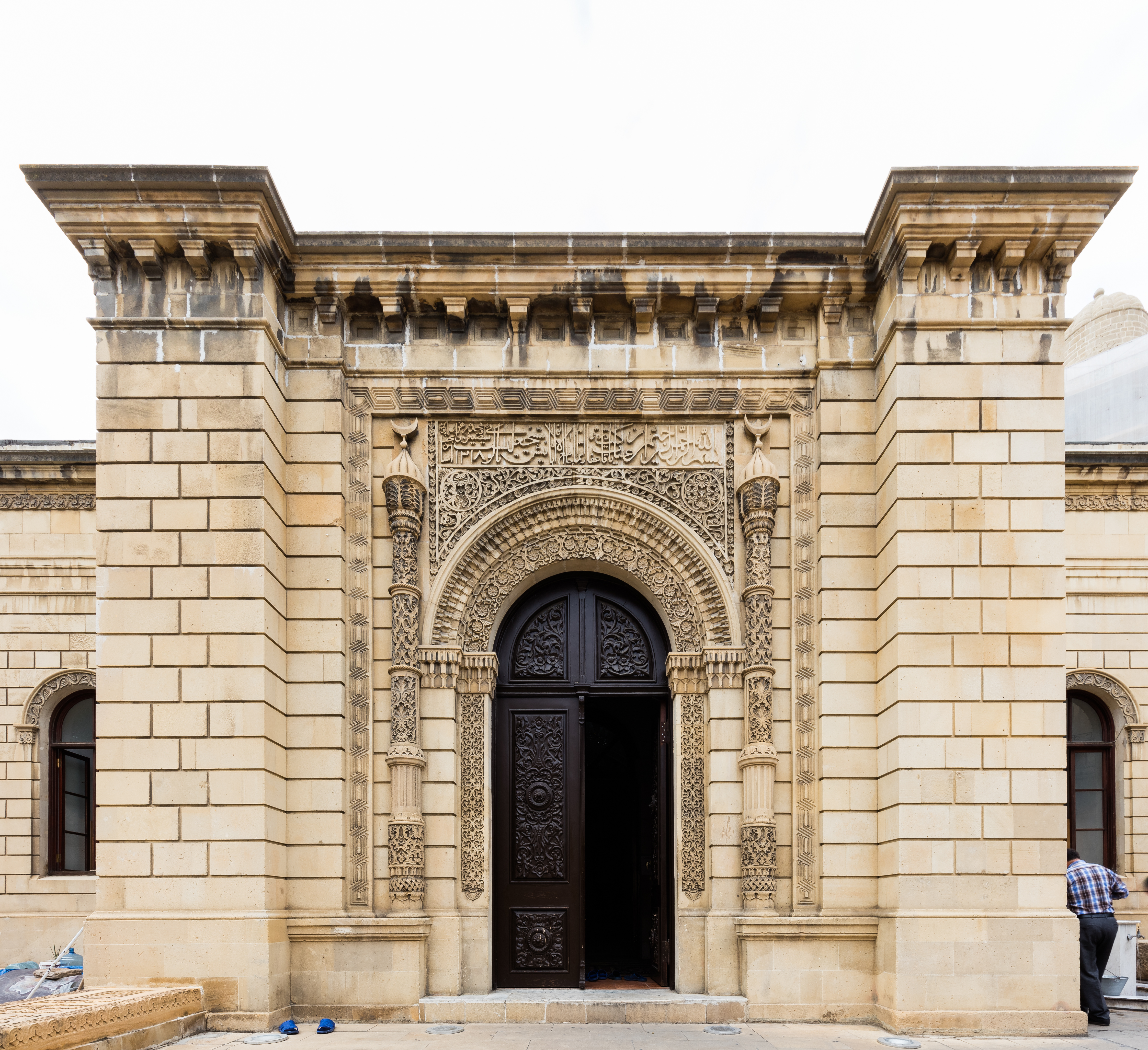